# Сироп (фильм)
«Сироп» (англ. Syrup) — американский фильм режиссёра Арама Раппопорта. Премьера в США состоялась 1 мая 2013 года.

## Сюжет
Скат — молодой реактивный парень в вечном поиске идей на миллион долларов. Он работает в компании, выпускающей газировку. Однажды он находит идею по производству энергетика «Fukk», но сосед Ската ворует эту идею и регистрирует марку раньше. Скат решает придумать новую идею в паре со своей бывшей начальницей по имени Сикс. Общей работе мешает то, что Скат без ума от девушки.

## В ролях
- Эмбер Хёрд — Сикс
- Шайло Фернандес — Скат
- Келлан Латс — Пит
- Бриттани Сноу — «Третья», ассистент Пита
- Кейт Нэш — Бет
- Рейчел Дрэтч — клерк
- Кристофер Уэлш — Дэвис
- Закари Бут — Чет